# Caserma Lucania
La caserma Lucania è un edificio militare storico della città italiana di Potenza, attualmente sede del Comando Legione Carabinieri "Basilicata". L'edificio costeggia il tratto iniziale della via Ettore Ciccotti, parallelamente all'antica villa comunale di Santa Maria.

## Storia
Fino al periodo dell'unità d'Italia l'edificio ospitava il monastero dei Riformati di Santa Maria ma, con la soppressione degli ordini religiosi, esso venne adibito a dimora temporanea dei soldati già nel 1861. La caserma attuale, con tutte le caratteristiche idonee all'uso militare, venne progettata nel 1885 dal colonnello Carlo Tucci, di origine lucana, e il primo corpo venne inaugurato nel 1896. A partire da quell'anno ospitò i fanti dell'81º reggimento di fanteria.
Nel 1909 venne approvato il progetto di ampliamento della caserma grazie all'intervento del Genio militare di Taranto, e nel 1914 i lavori vennero conclusi con la costruzione del secondo lungo troncone dell'edificio. Dopo l'81º reggimento di fanteria ebbero sede nella struttura il 7º e il 29º reggimento della stessa arma, rispettivamente nei periodi 1901-1907 e 1907-1929.
A partire dal 1929 la caserma rimase inattiva per ristrutturazione fino al 1934, anno a partire dal quale ospitò la gloriosa Scuola Allievi Ufficiali di Artiglieria di Corpo d’Armata, appartenente al IV° Gruppo del 9º Reggimento d’Artiglieria. Tra gli allievi della scuola si annoverarono anche il futuro generale Edmondo Bernacca, lo scrittore Giovanni Guareschi ed il futuro governatore della Banca d'Italia Guido Carli.
La caserma venne quasi distrutta dai bombardamenti della città di Potenza del settembre 1943. L'edificio, inagibile, venne ristrutturato fino alla sua riapertura nel 1965, quando iniziò a ospitare il IV battaglione del 48º Reggimento fanteria "Ferrara" di Bari, che restò in questa sede con tale denominazione fino alla ristrutturazione ordinativa dell'Esercito Italiano, con la soppressione del livello reggimentale del 1975. Dopo un breve periodo in cui ospitò un distaccamento del 244º Battaglione fanteria "Cosenza", dal 1º febbraio 1977 divenne sede del 91º Battaglione fanteria "Lucania", distaccato dal 244° con sede a Cosenza, ed erede della tradizione militare del 91º Reggimento fanteria "Basilicata". La caserma ospitò quindi il 91° "Lucania" fino al 18 novembre 2009, data in cui il battaglione venne soppresso. Dall'aprile del 2010 l'edificio venne chiuso dal Ministero della difesa, per poi essere assegnato all'Arma dei Carabinieri nel 2012, fino alla riapertura nel 2019 quale sede del Comando Legione Carabinieri "Basilicata" dopo una ristrutturazione.
All’interno della caserma era stata realizzata una sala cimeli, voluta dall'allora Comandante di Battaglione, Tenente colonnello Palmigiani, che custodiva preziosi reperti collocabili nel periodo che va dal 1860 alla seconda guerra mondiale. Per iniziativa del Centro Studi Militari “Salinardi” la preziosa raccolta è esposta presso il Museo archeologico provinciale di Potenza, mentre parte di tali reperti è attualmente custodita presso la Caserma "Oreste Salomone" di Capua (CE), sede del Raggruppamento Unità Addestrative dell'Esercito, ultima Grande Unità in cui era inquadrato il 91º Battaglione fanteria "Lucania" all'atto del suo scioglimento nel 2009.

## Architettura
Il grande edificio è costituito da tre piani con un paramento esterno in pietra e delle file sovrapposte di bifore. All'esterno del portone d’ingresso si trova una la lapide dedicata ai caduti nella battaglia di Adua, alla quale partecipò l'81º reggimento di fanteria ospitato in passato nella caserma. Oltre alla già citata sala cimeli, realizzata dall'architetto Protopapa, venne collocato nella caserma, all'interno del cortile, un monumento del 1925 dedicato ai caduti del 29º reggimento durante la Grande Guerra.